# Sławomir Idziak
Sławomir Andrzej Idziak est un directeur de la photographie polonais, né le 25 janvier 1945 à Katowice.

## Biographie
Tout au long de ses 40 ans de carrière, il a œuvré sur plus de 70 films dans 19 pays, dont La Double Vie de Véronique et Trois couleurs : Bleu de Krzysztof Kieślowski, Bienvenue à Gattaca d'Andrew Niccol, La Chute du faucon noir de Ridley Scott, ou encore Harry Potter et l'Ordre du Phénix de David Yates. Il a été lauréat de nombreux prix, notamment dans les festivals de Berlin et de Venise, et a obtenu des nominations aux BAFTA, César et Oscars. Sa vaste expérience, à la fois comme cinéaste et conférencier, l'a poussé à ouvrir de nouvelles portes dans l'éducation au cinéma en créant la fondation Film Spring Open. L'antenne française se trouve à Cabestany dans le sud de la France et est gérée par le réalisateur Florent Pallares.

## Filmographie partielle

### Cinéma
- 1969 : Zbrodniarz, który ukradl zbrodnie
- 1971 : Jeszcze slychac spiew i rzenie koni
- 1975 : Bilan trimestriel (Bilans kwartalny)
- 1976 : La Claque (Klaps)
- 1976 : La Cicatrice (Blizna) de Krzysztof Kieślowski
- 1978 : Partita na instrument drewniany
- 1978 : Nauka latania
- 1980 : Le Contrat (Kontrakt) de Krzysztof Zanussi
- 1980 : Le Chef d'orchestre (Dyrygent) d'Andrzej Wajda
- 1980 : La Constante (Constans) de Krzysztof Zanussi
- 1981 : From a Far Country (it)
- 1982 : Die Versuchung (pl)
- 1982 : L'Impératif (Imperativ)
- 1984 : Jagger und Spaghetti
- 1984 : Der Fall Bachmeier - Keine Zeit für Tränen
- 1984 : L'Année du soleil calme (Rok spokojnego slonca)
- 1985 : Wie ein freier Vogel
- 1985 : Le Pouvoir du mal (Paradigma)
- 1986 : Sarah
- 1986 : Harmagedon
- 1988 : Yasemin
- 1988 : Tu ne tueras point (Krótki film o zabijaniu) de Krzysztof Kieslowski
- 1988 : Au-delà du vertige (pl) (Wherever You Are...)
- 1989 : Stan posiadania
- 1991 : La Double Vie de Véronique
- 1993 : Trois couleurs : Bleu de Krzysztof Kieślowski
- 1994 : Traumstreuner
- 1994 : Weltmeister
- 1995 : Lilian's Story
- 1995 : The Journey of August King
- 1996 : Tár úr steini
- 1996 : Männerpension
- 1997 : Commandements (Commandments)
- 1997 : Men with Guns de John Sayles
- 1997 : Bienvenue à Gattaca (Gattaca) d'Andrew Niccol
- 1998 : Love and Rage
- 1998 : I Want You
- 1999 : The Last September
- 2000 : Paranoid
- 2000 : LiebesLuder
- 2000 : L'Échange (Proof of Life) de Taylor Hackford
- 2001 : La Chute du faucon noir (Black Hawk Down) de Ridley Scott
- 2004 : Le Roi Arthur (King Arthur) de Antoine Fuqua
- 2007 : Harry Potter et l'Ordre du Phénix de David Yates

### Télévision
- 1969 : Podrózni jak inni
- 1970 : Góry o zmierzchu
- 1971 : Pizama
- 1974 : Le Passage souterrain (Przejscie podziemne)
- 1976 : Krótka podróz
- 1982 : Die Unerreichbare (pl)
- 1984 : Blaubart (pl)
- 1987 : Wygasłe czasy (pl) (Erloschene Zeiten)
- 1991 : Napoléon et l'Europe (série)
- 1992 : Das lange Gespräch mit dem Vogel (pl)

## Distinctions
- 2002 : nomination à l'Oscar de la meilleure photographie pour La Chute du faucon noir
- 2002 : nomination au BAFTA Award de la meilleure photographie pour La Chute du faucon noir